# Koolhofput
De Koolhofput is een recreatiegebied rond de gelijknamige waterplas, op de grens van de gemeenten Nieuwpoort en Koksijde, en vlak bij het centrum van Nieuwpoort-Stad en Ramskapelle.
De 10 ha grote waterplas is in 1978 ontstaan door zandwinning voor de aanleg van de autosnelweg A18 (E40). De plas is genoemd naar de Koolhofvaart die er dwars doorheen stroomt, en die de verbinding maakt met het Kanaal Nieuwpoort-Duinkerke. De vaart is op haar beurt genoemd naar een hoeve verderop, het Koolhof.
In 2020 is het provinciaal domein Koolhofput geopend, een recreatiegebied met wandelpaden, voetgangersbruggen, picknicktafels, poelen en andere waterrijke natuur, een vogelkijkwand en plaatsen om te hengelen.
Het gebied grenst aan het fietspad op de Frontzate, de vroegere spoorlijn Nieuwpoort-Diksmuide die in de Eerste Wereldoorlog samen met de overstroomde IJzervlakte de frontlijn vormde. In de directe nabijheid zijn er restanten van deze oorlog.